# ریازانوفکا
ریازانوفکا (انگلیسی: Ryazanovka) یک شهرک در شهرستان استرلیتاماکسکی استان باشقیرستان کشور روسیه است.